# Nanchital de Lázaro Cárdenas del Río
Nanchital de Lázaro Cárdenas del Río är en kommun i Mexiko.   Den ligger i delstaten Veracruz, i den sydöstra delen av landet, 500 km öster om huvudstaden Mexico City.
Följande samhällen finns i Nanchital de Lázaro Cárdenas del Río:
- Villa Nanchital
- La Candelaria Unidad Habitacional
- El Pollo de Oro
- Predio San Regino